# Spodoptera testaceoides
Spodoptera testaceoides är en fjärilsart som beskrevs av Achille Guenée 1852. Spodoptera testaceoides ingår i släktet Spodoptera och familjen nattflyn. Inga underarter finns listade i Catalogue of Life.